# パンプローナ空港
パンプローナ空港（スペイン語: Aeropuerto de Pamplona, 英語: Pamplona Airport, (IATA: PNA, ICAO: LEPP)）は、スペイン・ナバラ州・ナバラ県にある空港。自治体としてはノアインとエスキロスにまたがっている。ナバラ州都パンプローナから3.7kmの距離にあり、その所在地からパンプローナ＝ノアイン空港とも。
2,405mの滑走路1本を持ち、小型ジェット機のボーイング737が離陸することができる。空港にアクセスする手段は自家用車とタクシーである。パンプローナの中心部からは車で約10分である。
2010年5月には滑走路を200m延長して2,405mとなった。2010年11月に12,400m2の新旅客ターミナルが新設され、最大受入可能人数は年間110万人となった。2013年の乗客数は155,939人、発着回数は5,842回、貨物重量は3,000キロを記録した。

## 就航会社と就航地
| 航空会社                                | 就航地                                    |
| --------------------------------------- | ----------------------------------------- |
| エア・ヨーロッパ                        | 季節運航: メノルカ                        |
| イベリア航空 エア・ノストラムによる運航 | マドリード 季節運航: パルマ・デ・マヨルカ |
| ブエリング航空                          | 季節運航: バルセロナ                      |